# Filmåret 1941

## Årets filmer

### A - G
- Andy Hardy lever livet
- Bara en kvinna
- Den ljusnande framtid
- Den stora lögnen
- Det sägs på stan
- Dr. Jekyll och Mr. Hyde
- Dunungen
- En sensation (Citizen Kane)
- Frk. Kirkemus
- Fröken Kyrkråtta
- Fröken Vildkatt
- Första divisionen
- Gatans serenad
- Gentlemannagangstern
- Göranssons pojke

### H - N
- I natt – eller aldrig
- Korsdrag i paradiset
- Lasse-Maja
- Livet går vidare
- Magistrarna på sommarlov
- Med tio cents på fickan
- Mordet på jultomten

### O - U
- Riddarfalken från Malta[1]
- Snapphanar
- Striden går vidare
- Tåget går klockan 9
- Tänk, om jag gifter mig med prästen

### V - Ö
- Ziegfeldflickan

## Födda
- 3 januari – Robin Morgan, amerikansk feminist, författare och skådespelare.
- 5 januari – Miyazaki Hayao, japansk filmregissör.
- 8 januari – Graham Chapman, brittisk komiker, manusförfattare och skådespelare, medlem i Monty Python.
- 25 januari – Ulf Tistam, svensk skådespelare.
- 3 februari – Monica Nordquist, svensk skådespelare.
- 5 februari – Stephen J. Cannell, amerikansk manusförfattare och författare.
- 8 februari – Nick Nolte, amerikansk skådespelare.
- 14 februari – Lars Passgård, svensk skådespelare.
- 27 februari – Charlotte Stewart, amerikansk skådespelare.
- 11 mars – Christina Stenius, svensk skådespelare.
- 18 mars – Stefan Jarl, svensk dokumentärfilmare och regissör.
- 27 mars – Annica Risberg, svensk skådespelare och sångerska.
- 7 april – Gorden Kaye, brittisk skådespelare.
- 11 april – Shirley Stelfox, brittisk skådespelare.
- 20 april – Ryan O'Neal, amerikansk skådespelare.
- 28 april – Ann-Margret, svensk-amerikansk skådespelare och sångerska.
- 11 maj – Malou Hallström, svensk skådespelare och TV-profil.
- 13 maj – Urban Sahlin, svensk skådespelare.
- 13 maj – Senta Berger, österrikisk skådespelare och filmproducent.
- 29 maj – Per Ragnar, svensk författare och skådespelare.
- 10 juni – Jürgen Prochnow, tysk skådespelare.
- 15 juni – Essy Persson, svensk skådespelare.
- 19 juni – Magnus Härenstam, skådespelare och TV-man.
- 20 juni – Stephen Frears, brittisk regissör.
- 24 juni – Sylvia Lindenstrand, svensk operasångerska och skådespelare.
- 25 juni – Roy Marsden, brittisk skådespelare.
- 27 juni
  - Michael Kallaanvaara, svensk skådespelare.
  - Krzysztof Kieslowski, polsk regissör och manusförfattare.
- 3 juli – Barbro Oborg, svensk skådespelare.
- 6 juli – Kjell-Hugo Grandin, svensk skådespelare.
- 13 juli – Robert Forster, amerikansk skådespelare.
- 14 augusti – Lars Humble, svensk skådespelare.
- 17 augusti – Lars Haldenberg, svensk skådespelare.
- 8 september – Krister Broberg, svensk musiker och skådespelare.
- 29 september – Thomas Hellberg, svensk skådespelare.
- 7 oktober – Lennart Malmer, svensk regissör, manusförfattare, filmare, producent, kompositör och fotograf.
- 10 oktober – Peter Coyote, amerikansk skådespelare.
- 14 oktober – Inger Öjebro, svensk skådespelare.
- 17 oktober – Anita Lindohf, svensk skådespelare.
- 1 november – Raymond Nederström, svensk skådespelare.
- 5 november – Art Garfunkel, amerikansk sångare och filmskådespelare.
- 23 november – Franco Nero, italiensk skådespelare.
- 9 december – Beau Bridges, amerikansk skådespelare.
- 10 december
  - Fionnula Flanagan, irländsk skådespelare.
  - Eva Sjöström, svensk skådespelare.
- 20 december
  - Roland Johansson, svensk skådespelare.
  - Rolf Johansson, svensk skådespelare.
- 21 december – Ingrid Dahlberg, svensk regissör, producent, fd Dramatenchef, landshövding i Dalarnas län.

## Avlidna
- 3 januari – Henning Ohlson, 56, svensk författare, manusförfattare och sjöman.
- 8 maj – Tore Svennberg, 83, svensk skådespelare och teaterchef.
- 25 september – Clifford Grey, 54, brittisk skådespelare, författare och manusförfattare.
- 25 oktober – Nisse Lind, 36, svensk kapellmästare, kompositör, skådespelare och musiker.
- 2 november – Bengt Djurberg, 43, svensk skådespelare och sångare.
- 7 december – Knut Lambert, 77, svensk regissör och skådespelare.

### Fotnoter
1. ↑  IMDB, läst 29 februari 2012